# Gâtinais
El Gâtinais (Gatinès) fou una antiga comarca de França i comtat medieval als departaments de Loiret, Seine-et-Marne, Essonne i Yonne. La seva capital històrica fou Château-Landon. Quan es van crear els governs les dues « capitals » van ser Montargis (per l'anomenat Gâtinais orleanès) i Nemours (pel Gâtinais francès).
« Gâtinais » deriva de « Vastinensis pagus », del baix llatí vastinum derivat de vastus (buit, desert). Els francesos anomenen gâtine a un territori dolent. L'abat Crespin, sacerdot de Cepoy, considerava l'etimologia més probable la de « país devastat » segurament després de les diverses invasions als segles V i VI i ho fonamenta en què dels cinc pagus o comarques relacionats amb la ciutat arquebisbal de Sens (Sens, Melun, Provins, Étampes i Gâtinais) només Gâtinais no rebia el nom d'una població el que indicaria que no hi havia cap localitat de certa importància a tot el territori de la conca del Loing i els seus afluents.
Durant el període celta, el territori fou habitat pels sènons, entre els carnuts (Chartres) a l'oest i els lingons (Langres) a l'est. Va ser dominat pels romans i després pels francs i el territori va dependre de l'arquebisbat de Sens. Després fou el comtat del Gâtinais.
Els seus límits no són prou precisos: el Gâtinais orleanès correspondria a l'antic districte de Montargis i gran part del de Pithiviers, al departament del Loiret; i el Gâtinais francès correspondria al districte de Fontainebleau al departament de Seine-et-Marne. Una part del departament del sud de l'Essone a l'entorn de Milly-la-Forêt, es considera també part del Gâtinais; i alguns historiadors hi inclouen algunes comunes del nord-oest del departament del Yonne (Puisaye i tots els territoris que foren de l'arquebisbat de Sens a l'oest del riu Yonne).
Els seus límits naturals serien per tant: 
- El Sena al nord;
- El Yonne a l'est;
- El bosc d'Orleans al sud;
- L'Essonne a l'ouest.

Qatorze comunes portent avui dia el nom del Gâtinais, tretze al Loiret i una a Seine-et-Marne. Feins-en-Gâtinais és la més al sud i Maisoncelles-en-Gâtinais la més al nord. No obstant a l'entorn de Milly-la-Forêt, hi ha el parc natural regional del Gâtinais francès que encara és més al nord.